# Colacogloea peniophorae
Colacogloea peniophorae är en svampart som först beskrevs av Bourdot & Galzin, och fick sitt nu gällande namn av Oberw., R. Bauer & Bandoni 1991. Colacogloea peniophorae ingår i släktet Colacogloea och familjen Heterogastridiaceae.   Inga underarter finns listade i Catalogue of Life.
I den svenska databasen Dyntaxa används istället namnet Achroomyces peniophorae för samma taxon.  Arten är reproducerande i Sverige.